# Паиско-Ловено
Паи́ско-Лове́но (итал. Paisco Loveno) — коммуна в Италии, в провинции Брешиа области Ломбардия.
Население составляет 207 человек (2008 г.), плотность населения составляет 6 чел./км². Занимает площадь 35 км². Почтовый индекс — 25050. Телефонный код — 0364.
Покровителем населённого пункта считается святой Антоний Падуанский (Loveno-Grumello) .

## Демография
Динамика населения:

## Администрация коммуны
- Официальный сайт: